# Quarkxpress
Quarkxpress (ofta skrivet som QuarkXPress) är ett Layoutprogram som används av många tidningar och tryckerier för att tillverka reklam, annonser och tidningar. Första versionen kom år 1987, då för Mac OS Classic. Närmast konkurrerande programvara är Indesign, från Adobe Systems.

## Historia
År 1992 släpptes version 3.1, vilket var den första att också finnas för Microsoft Windows. 1996 släpptes version 3.3 och den sista versionen, innan version 4 släpptes, döpte man till 3.3 r5 (revision 5), vilket fortfarande betraktas som den mest stabila Quarkxpress-versionen som släppts. År 2006 kom version 6. Den följdes av version 6.5 och version 6.52 blev den sista 6-versionen. Den Intel-optimerade versionen, 8:an, skrevs om från grunden, och den utkom sommaren 2008. Hösten 2013 släpptes den helt omarbetade versionen av programmet, Quarkxpress 10. 2015 och 2016 släpptes uppdateringar av programmet.